# Joseph Ripley Chandler

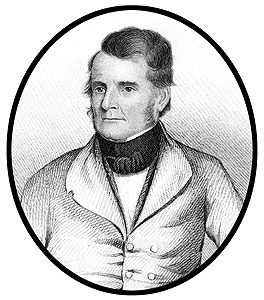
Joseph Ripley Chandler

Joseph Ripley Chandler (* 22. August 1792 in Kingston, Plymouth County, Massachusetts; † 10. Juli 1880 in Philadelphia, Pennsylvania) war ein US-amerikanischer Politiker. Zwischen 1849 und 1855 vertrat er den Bundesstaat Pennsylvania im US-Repräsentantenhaus.

## Werdegang
Joseph Chandler besuchte die öffentlichen Schulen seiner Heimat und arbeitete danach in Boston im Handel. Im Jahr 1815 zog er nach Philadelphia, wo er eine Mädchenschule ins Leben rief. Zwischen 1822 und 1847 gab er die Zeitung United States Gazette heraus. Zwischen 1832 und 1848 saß Chandler im Stadtrat von Philadelphia. Politisch wurde er Mitglied der Mitte der 1830er Jahre gegründeten Whig Party. Im Jahr 1837 nahm er als Delegierter an einem Verfassungskonvent in Pennsylvania teil.
Bei den Kongresswahlen des Jahres 1848 wurde Chandler im zweiten Wahlbezirk von Pennsylvania in das US-Repräsentantenhaus in Washington, D.C. gewählt, wo er am 4. März 1849 die Nachfolge von Joseph Reed Ingersoll antrat. Nach zwei Wiederwahlen konnte er bis zum 3. März 1855 drei Legislaturperioden im Kongress absolvieren. Diese waren von den Ereignissen und Diskussionen im Vorfeld des Bürgerkrieges geprägt.
Zwischen 1858 und 1860 war Joseph Chandler amerikanischer Gesandter im Königreich beider Sizilien mit Sitz in Neapel. Danach wurde er Vorstandsmitglied beim Girard College. Joseph Chandler war auch an der Verbesserung der Strafanstalten interessiert; im Jahr 1872 nahm er an einer internationalen Gefängniskonferenz in London teil. Er starb am 10. Juli 1880 in Philadelphia.